# لویت‌کیرش ایم آلگوی
شهر لویت‌کیرش ایم آلگوی (به آلمانی: Leutkirch im Allgäu) در ایالت بادن-وورتمبرگ در کشور آلمان واقع شده‌است.